# Gomont
Gomont é uma comuna francesa na região administrativa de Grande Leste, no departamento Ardenas. Estende-se por uma área de 7,3 km². Em 2010 a comuna tinha 327 habitantes (densidade: 44,8 hab./km²).